# Karl August Mebold
Karl August Mebold (auch Carl) (* 12. Februar 1798 in Spielberg, Oberamt Nagold; † 20. August 1854 in Stuttgart) war ein deutscher Journalist.

## Leben
Als Sohn eines Pfarrers geboren, besuchte Mebold die Seminare in Schönthal und Maulbronn sowie das Tübinger Stift. Er studierte Philosophie in Tübingen. Während seines Studiums wurde er 1816 Mitglied der Alten Tübinger Burschenschaft Arminia/Germania. 1821 war er Repetent am Stift. Diese Stelle verlor er 1825 nach einer 1824 eingeleiteten Untersuchung wegen seiner burschenschaftlichen Aktivitäten. Er wurde deswegen zu Festungshaft von 2½ Jahren verurteilt, die er in der Festung Hohenasperg absaß; gemeinsam mit seinen späteren Kollegen Gustav Eduard Kolb und Karl von Hase. Grundlage sowohl der Untersuchung, als auch der anschließenden Verurteilung waren die Karlsbader Beschlüsse von 1819. Nach seiner Entlassung war er als Literat in Stuttgart tätig. Er war Mitherausgeber der Deutschen Zeitung. Mebold übersetzte Schriften von Cicero für die Schwab-Tafel’sche Sammlung. Er war Mitarbeiter der Cotta’schen Buchhandlung, dort ab 1827 Hauptmitarbeiter und Redakteur der Zeitschrift Ausland und ab 1828 für weitere Zeitschriften. Ab 1842 war er Mitarbeiter in der Redaktion der Allgemeinen Zeitung aus Augsburg. Ab 1850 war er krank und starb schließlich 1854 an der Cholera. Seine letzte Ruhestätte fand er auf dem Fangelsbachfriedhof in Stuttgart.

## Veröffentlichungen (Auswahl)
- Der dreißigjährige Krieg und die Helden desselben. 2 Bände, Stuttgart 1835 und 1840.
- mit Ferdinand Denis und Bernardo Mendel, übersetzt aus dem Französischen: Welt-Gemälde-Gallerie, oder, Geschichte und Beschreibung aller Länder und Völker, ihrer Religionen, Sitten, Gebräuche. Amerika. Erster Band, Brasilien, Colombien und Guyana. Stuttgart 1838.
- mit Roux de Rochelle: Geschichte und Beschreibung der Vereinigte Staaten von Nord-Amerika. Stuttgart 1839.